# كورتشولا (بلدة)
كورتشولا هي بلدة تقع في الجزء الشرقي من جزيرة كورتشولا،كرواتيا.